# 詹姆斯·吉尔
詹姆斯·弗朗西斯·吉尔（James Francis Gill，1934年—）是一名美国美术家，普普艺术（Pop art）运动的倡导者之一。
早在1962年，现代艺术博物馆永久收藏了他的油画名作：Marilyn Tryptych（玛丽梦露的三折画像）。近30年之后，他到达了职业生涯的顶峰，恰在那时，为了能够专心从事他心爱的艺术，吉尔退休了。